# Alberto Abdala
Alberto Eduardo Abdala Jorge (Maldonado, 8 de abril de 1920 — Montevideo, 13 de enero de 1986) fue un abogado, político, pintor y profesor uruguayo, vicepresidente de la República entre 1967 y 1972; perteneciente al Partido Colorado.

## Biografía
Alberto Eduardo Abdala nace en la ciudad de Maldonado el 8 de abril de 1920, siendo el menor de diez hijos del matrimonio Abdala Jorge, inmigrantes libaneses que llegaron a Uruguay a principios del siglo XX.
En Maldonado cursa sus estudios de primaria y secundaria, para luego trasladarse a Montevideo para seguir con su educación superior, doctorándose en Derecho y Ciencias Sociales (abogado), en la Facultad de Derecho de la Universidad de la República, en el año 1946. Integró poco después el Cuerpo Docente de dicha Facultad, como profesor universitario de Derecho Romano. También dio clases en la Universidad de Trabajo, pero abandonó ambos cargos al ser designado secretario de la presidencia de la República.
El Dr. Alberto Abdala fallece en Montevideo, el 13 de enero de 1986.

## Ámbito político
Se inicia en la política desde muy joven, en la dirigencia del Partido Colorado, junto a Luis Batlle Berres, de quien fue estrecho colaborador en la Lista 15. 
Con la muerte del presidente Tomás Berreta en el cargo en el año 1947, asume su vicepresidente Batlle Berres como a la Primera Magistratura. Batlle designa a Abdala como Secretario de la Presidencia de la República en 1949, cargo que desempeña hasta comienzos de 1951 para asumir a su nuevo cargo.
En las elecciones de 1950 es electo como Representante Nacional (diputado) en los Departamentos de Montevideo y Canelones, eligiendo ocupar la banca en la Cámara de Diputados en representación de Montevideo. Asume la banca al inicio de la legislatura, en 1951. Por este tiempo sirve como representante de Uruguay en el exterior en diversas oportunidades, destacándose su actuación en la Segunda Conferencia Interamericana de Seguridad Social, realizada en Buenos Aires en 1951, donde actúa como Miembro Informante.
Es reelecto en su cargo como diputado por Montevideo en las elecciones generales de Uruguay de 1954, elección en la que también, por primera vez, se eligió a un Consejo Nacional de Gobierno en el Poder Ejecutivo, según lo dictado en la Constitución de 1952. Asumió cuando comenzó la Legislatura en 1955.
Sin embargo, en 1956 fue designado por el Consejo Nacional de Gobierno como Ministro del Interior, cargo que ocupó hasta 1957. Al mismo tiempo, sirvió como Ministro Interino en Relaciones Exteriores (Canciller). Como Canciller interino, en 1956, inaugura el primer monumento al prócer nacional José Gervasio Artigas, en la ciudad de Córdoba, Argentina.
Al dejar dichos cargos, vuelve a su bancada de diputado.
En las elecciones de 1958, a pesar del primer triunfo del Partido Nacional tras 94 años fuera del gobierno, es elegido senador por la Lista 15. Asume la banca en 1959 hasta el final de la legislatura en 1963.
En las elecciones de 1962 el Partido Nacional ganaba por segunda vez consecutiva en la historia el gobierno, comenzando el llamado "segundo colegiado blanco", que sería también el último Consejo Nacional de Gobierno. La Lista 15 obtuvo dos de los tres asientos correspondientes al Partido Colorado por quedar segundo en las elecciones. Siendo Luis Batlle Berres uno de los titulares, este renuncia a la titularidad siendo cedida a Abdala. Abdala integraría durante todo este período (1963-1967), el Colegiado en representación de la 15 junto a su otro miembro electo, Amílcar Vasconcellos.
En las elecciones de 1966, se impuso la reforma constitucional volviendo al Poder Ejecutivo presidencialista, dejando sin efecto el colegiado. Por esta razón, tras el triunfo electoral del Partido Colorado, asume como presidente el general Óscar Gestido, de la Unión Colorada y Batllista, en fórmula con Jorge Pacheco Areco. En estas elecciones, Abdala encabezó la lista al Senado de la Lista 15, que resultó ser la lista al Senado más votada. 
Sirvió poco tiempo como senador, porque cuando en diciembre de 1967 el presidente Gestido falleció y el vicepresidente Jorge Pacheco Areco pasó a desempeñar la primera magistratura, Abdala se convirtió en Vicepresidente, como dicta la sucesión presidencial al ser el senador de la lista más votada, durante el resto de aquel turbulento período, hasta febrero de 1972. 
En las elecciones de 1971 aspiró a la Presidencia de la República con su lista 1.000.000, pero luego de que su candidatura haya sido relegada por el presidente Pacheco en favor de la de Juan María Bordaberry, se retiró de la actividad política.
Poco tiempo después, ocurrió el golpe de Estado de Uruguay en 1973, que limitó toda la actividad política partidaria y, tras el regreso de la democracia en 1985, Abdala falleció a principios del año siguiente.

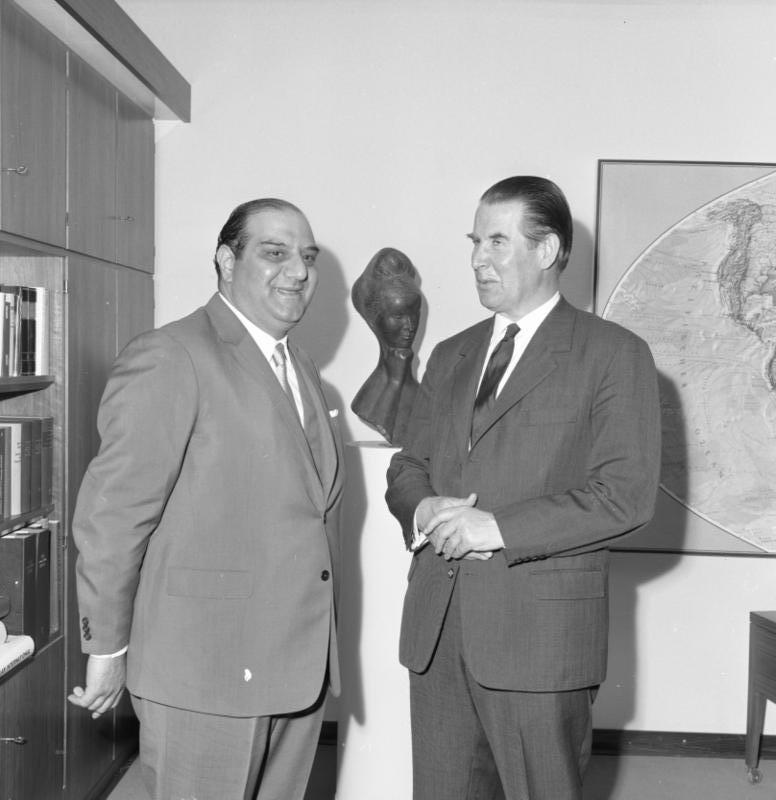
Abdala junto a Gerhard Schröder

Durante su larga carrera política, fue miembro de varios órganos partidarios internos como la Departamental Colorada, la Convención Nacional, la Convención del Partido y también fue Secretario General del Comité Ejecutivo Nacional del Partido Colorado

## Actividad Legislativa
En su actuación parlamentaria, el Dr. Abdala fue Miembro Informante y, en algunos casos, autor de importantes proyectos de ley, entre los cuales se destacan los siguientes: Ley Orgánica Municipal, Proyecto de Ley sobre Inmigración, Registro Nacional de Vecindad, Reglamentación de Derecho de Asilo, Legalización y Organización de la Policía Caminera, entre otros.
Fue el creador de la Comisión Interministerial para la Represión del Contrabando. Ha tenido activa participación en la elaboración del proyecto de ley sobre adquisición de la vivienda que posteriormente fue desarrollado a través de distintas leyes especiales.
El Dr. Abdala fue autor del primer Proyecto sobre “Extensión de los Convenios Colectivos de Trabajo”
Entre 1950 y 1952 el Dr. Abdala actuó como Presidente del Consejo Directivo de la Caja de Asignaciones Familiares N° 31, donde propició la adquisición del primer sanatorio propio para los obreros. Este hecho constituye la base del Sanatorio del Consejo Central de Asignaciones Familiares.
En abril de 1966, realizó una gira como invitado especial de los distintos gobiernos de Israel, Grecia, Italia, Alemania Occidental, Checoeslovaquia y Estados Unidos. En dicho viaje realiza importantes gestiones entre las que se destaca el cumplimiento de su misión en Israel en procura de un entendimiento que posibilitara la paz en Medio Oriente. También fue de gran importancia su entrevista con el Papa Pablo VI, quien lo recibe en audiencia especial. 
Durante su estadía en Roma, inaugura en nombre del Gobierno Uruguayo, el 2 de mayo de 1966, el primer monumento de la ciudad al prócer José Artigas. En la misma oportunidad preside la reunión de representantes de los gobiernos latinoamericanos, de la que surge el Instituto Ítalo Latinoamericano para la Ciencia y la Cultura.

## Vicepresidencia

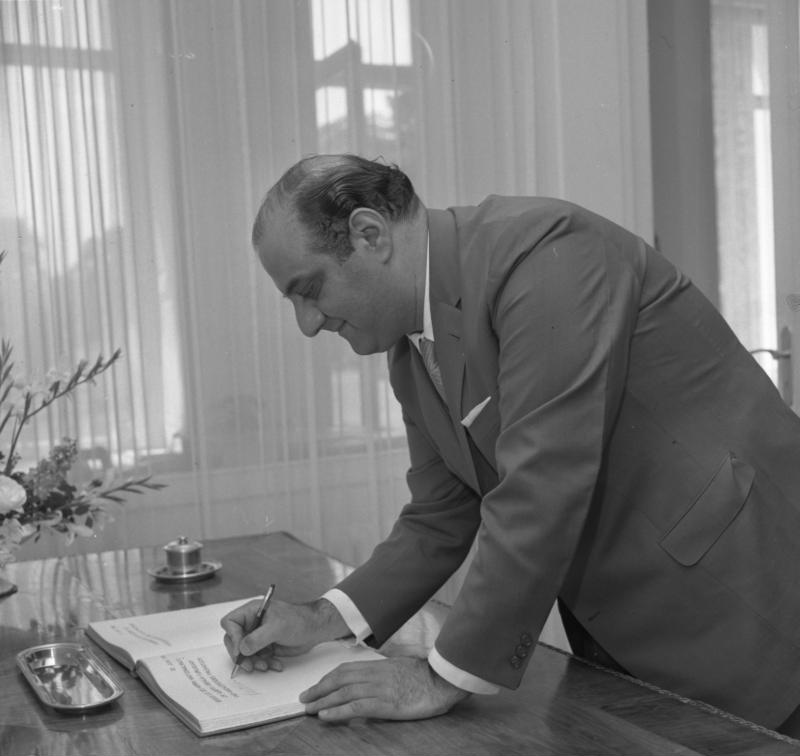
Abdala en 1966, en su gira por Alemania Occidental.

Como consecuencia de la muerte del presidente Óscar Diego Gestido, asume el vicepresidente Jorge Pacheco Areco y por mandato constitucional el 6 de diciembre de 1967 Alberto Abdala pasa a ocupar la Vicepresidencia de la República. En forma paralela ejerce, como le corresponde al vicepresidente, la Presidencia de la Asamblea General.
Por iniciativa de Abdala, durante el ejercicio de su cargo como Presidente de la Asamblea General, se realizan importantes obras en los alrededores del Palacio Legislativo, dando comienzo a las que corresponden al “Edificio de las Comisiones del Poder Legislativo”.
A mediados de 1969, en cumplimiento de una misión oficial, Abdala viaja a la Unión Soviética donde firma, en representación del gobierno uruguayo, varios convenios comerciales de gran importancia para ambas naciones que involucran tanto el intercambio económico como la asistencia técnica.
Su actividad política continúa hasta comienzos de la década del 70, donde se interrumpe por el acaecimiento del gobierno de facto.

## Actividad radial

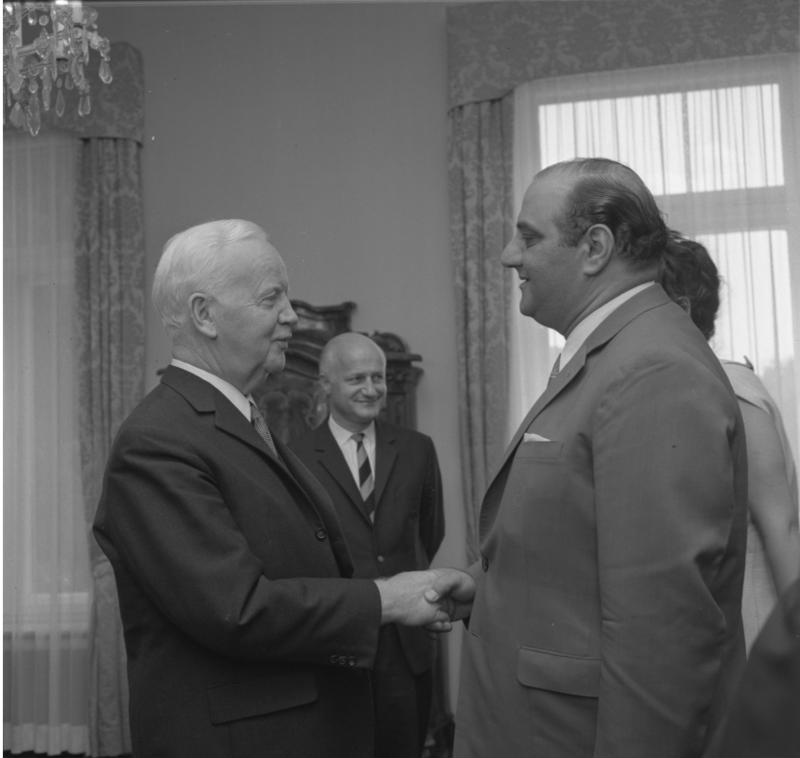
Abadala junto al presidente alemán Heinrich Lübke

Comentarista radial desde El Espectador en la audición "Dialogando con usted", entre 1967 y 1969 y una segunda etapa entre 1972 y 1973, algunas veces hablando directamente desde el Senado, puso de manifiesto un enérgico discurso en defensa de la justicia social, la paz, la defensa de la soberanía, las instituciones y la democracia.

## Ámbito artístico
Alberto Abdala, que no se consideraba pintor, desarrolló una carrera artística mediante la pintura la cual no se sabe con precisión su comienzo y fin. 
Abdala empezó a pintar en diciembre de 1968 y abandonó los pinceles en 1976. Un lapso que coincide con las muertes de sus hermanos Luis y Manuel, respectivamente. Él lo consideró una evasión a las tensiones de la vida, una «una evasión del espíritu, como la de un hombre que se pone a carpir».
Más que un pintor olvidado, es un pintor desconocido. Nunca realizó una muestra individual, pero dejó cerca de 600 obras realizadas al óleo con colores Lefranc sobre diversos soportes (tela, fibra, papel, cartulina, vidrio). Pocos cuadros están firmados y fechados. Utilizó tamaños de mediano y pequeño formato, cuyas dimensiones mantuvo de manera constante. Todos los recursos operativos le sirvieron: el pincel, la espátula, el chorreado o dripping, las manos y los dedos.

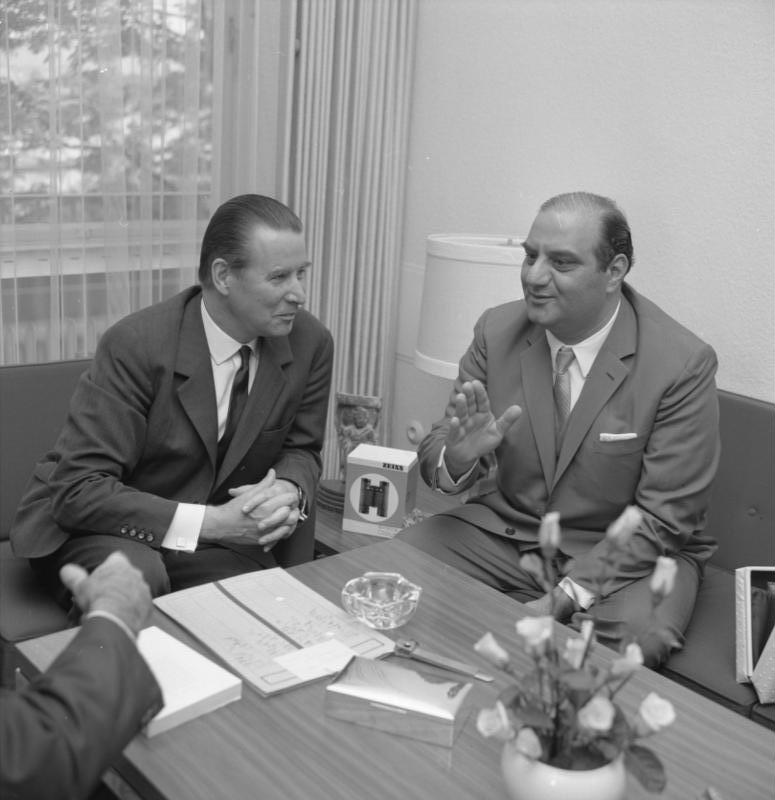

En esos ocho años de labor, su obra, tiene una unidad de elaboración con trabajos que evocan las lámparas sirias, las cerámicas turcas, los tejidos del Medio Oriente, las miniaturas persas y las joyas del Museo Topkapi. Se conjetura que hay dos tendencias en la obra de Abdala. Una, figurativa, de los comienzos y otra posterior abstracta. Una abstracción orgánica teniendo al vidrio como único soporte. Es el período más fecundo y original. Llevan el título genérico de Composiciones abstractas, Composición o Abstracto, miden entre 40 x 30, 50 x 70 y 34 x 24 centímetros, excepcionalmente se encuentran de 32 x 28 centímetros. Rara vez están fechadas (en casos aislados estampa las fechas 1973 y 1974). Tampoco se preocupó por firmarlas. Sin esfuerzo, recuerdan a los informalistas europeos (Sonderborg, Degotex, Fautrier) y uruguayos (Pavlotzky) de gran difusión en su época.
Su paleta es variable y pasa de los contrastes de blanco y negro, a los colores rojos, verdes, violetas, amarillos y naranjas de los tubos Lefranc.
Además, Alberto Abdala integró un grupo de artistas uruguayos que reunió a Cyp Cristiali, Magalí Herrera, Lucho Maurente y Salustiano Pintos, surgidos en las décadas del 60 y 70, al margen de los circuitos y estudios tradicionales: los singulares del arte. También tuvo relación con otros pintores (Juan Sarthou, Zoma Baitler, José Trinchín, Eduardo Vernazza) y fotógrafos (Rómulo Aguerre) durante su vida.

## Distinciones y homenajes
En el plano internacional, es objeto de múltiples distinciones y condecoraciones por parte de diversos países como Alemania, Italia, Israel, Líbano, Suecia, El Salvador, Paraguay siendo además Miembro Correspondiente de la Academia Brasileña de Ciencias Sociales y Políticas.
La Junta Departamental de Montevideo realizó un Acto de Homenaje a su persona para descubrir una placa en su honor, en la tarde del viernes 28 de octubre de 2016, ubicada en el cantero central de la Av. Julio María Sosa y Patria. Participaron familia y amigos junto a ediles de Montevideo, el presidente del Club Libanés, Pedro Abuchalja, el embajador del Líbano, Alejandro Bitar, entre otros.

## Obras
- “Enseñanza obligatoria de la Democracia”
- Cuatro tomos sobre “Código Civil” (primera obra en América de ese carácter)
- “Compilación de Convenios y Tratados Internacionales”
- “Historia del Derecho Romano”
- “Historia del Derecho en la Edad Media”
- “Historia del Derecho Francés, Canónico y Germano”
- “Historia del Derecho Patrio”
- Otros.